# ウッチャンナンチャンのウリナリ!!の企画
ウッチャンナンチャンのウリナリ!!の企画（ウッチャンナンチャンのウリナリのきかく）では、日本テレビ系全国ネットで1996年4月から2002年3月まで放送されていた番組『ウッチャンナンチャンのウリナリ!!』で行われた企画を列挙する。

## ポケビ・ブラビシリーズ
1990年代後半、この番組からポケットビスケッツとブラックビスケッツの2大ユニットが生まれ話題になった。両ユニットの成長や、お互いの進退を賭けた直接対決など、数々の企画は番組黄金期の人気を支えた。なお、ユニットの特徴やディスコグラフィーなどの詳細はそれぞれのリンク先を参照のこと。

### 歴史
『ウリナリ!!』がまだ前身の『ウリウリ!ナリナリ!!』だった頃の1995年10月、音楽プロデューサー・南々見一也（南原清隆）の企画でMcKeeという女性ボーカルユニットを立ち上げる。そのメンバー選考に唯一漏れた千秋に内村テル（内村光良）は独活野（ウド鈴木）と3人でロックバンドを作ろうという話を持ちかける。ポケットビスケッツ（以下ポケビ）の始まりである。アジア進出を目指すMcKeeのフィリピンライブにポケビも参加の了承を受けるが、あくまでもおまけという扱いを受ける。後にMcKeeとポケビは東芝EMIを通して日本・フィリピン両国でのCDデビューを果たしたが、売り上げ枚数では日本・フィリピンともにポケビ『Rapturous Blue』がMcKeeに勝利し、Mckee企画はいつの間にか自然消滅する。
1996年、ポケビの2ndシングル『YELLOW YELLOW HAPPY』が発売された直後、突如として彼らの目の前に南々見一也が現れた。南々見一也はポケビ3人に対し「利き酒」「利き寿司」「利き麺」など次々と課題を課し、「できれば○○（ライブ、新曲発売など）、できなければ即解散（即解散は流行語にすると南々見は言っていた）」という条件で試練を与え続けていた。いくつもの課題の中で「利き酒」は特に困難な課題となった。しかしポケビは苦心しながらも次々と試練をクリアしていき、ポケビ3rdシングル『Red Angel』の発売にこぎつける。
1997年、『Red Angel』がヒットすると、それを見た一也の兄、南々見狂也（南原）がポケビを消滅させるためビビアン（ビビアン・スー）・天山（天野ひろゆき）を率いて登場する。この3人がブラックビスケッツ（以下ブラビ）である。両者の歴史はブラビがブレイク中のポケビとエンディングテーマを賭けて対決したことに始まる。ポケビが勝てばポケビの曲が、ブラビが勝てばブラビ3人のカラオケ（デビュー後は新曲）がエンディングとなる。当初はブラビが連戦連勝して勢いがあり、ポケビはエンディングで曲の前奏しか流れないなど悲惨な目に会うことが増える。ついにはメンバー引き抜きを賭けたミニ四駆対決にも惨敗し、ポケビは千秋1人という状態にまで追い詰められた。残った千秋はメンバー復活を賭けた「綱渡り対決」に勝利するため木下大サーカスに頼み、1週間もの間綱渡りの猛特訓をする。その努力の結果千秋は内村とウドを加えたブラビ全員に1人で勝利し、ポケビは劇的な復活を遂げる。これらブラビによる一連の流れが一部の視聴者の反感を買ってしまい、逆にポケビの人気を上げた。当然ブラビというユニットやメンバーに対する批判や苦情が殺到し、この2グループのファンも対立するようになった。さらに、レコード会社もそれぞれ違うために対決の際には両陣営の営業社員が応援に回る事も多かった。
そのブラビにも大きな問題があった。ポケビグッズに対抗して製作した木彫り像（売価5万円）20体である。これを売りさばくために飛込みでの販売等々苦労の日々（あまりの過酷さにビビアンは号泣し、南々見は「悪魔の木彫り像だ!」と叫んでいた）が続いた。やっとの思いで売りさばいた一行はビビアンの故郷・台湾でのデビューを決意するが南々見、天山の知名度は当時台湾では全く無いに等しく、ビビアンが懸命に台湾のレコード会社を回るも断られ続け（ビビアンのソロでなら出してもいいなどというところが多かった）、涙を流す場面が多かった。そしてようやく決まったのがBMG JAPANである。ポケビが課した「利き酒」の課題を見事にクリアし、12月ブラビも『STAMINA』で念願のデビューを果たす。売り上げのノルマも無事達成し、以降活動を継続することが決まった。
1997年12月、ポケビ・ブラビは同じ日に日本武道館ライブを行うことを決定。しかし、その日はランキングキャラクターライブのバトルトーナメントの優勝者であるホワイティのライブがあるという事態になり、対立する両ユニットはこの武道館ライブの前座権を賭けて対決が行われた。「CDセールスの旅対決（福岡県築城町（現在の築上町）・本庄の大樟→兵庫県神戸市・布引武道館）」「綱渡り対決（浜名湖）」「ガソリンすごろく対決（静岡県浜松市・浜名湖→東京都千代田区・日本武道館）」」の3つで争った。激闘の末、先にゴールにたどり着いたのはポケビ。一方、武道館の観客達（1万人の内、ポケビファンとブラビファンの5000人ずつ）は自分の支持するグループの登場を願っていて、ポケビファンは勝利したポケビの登場で大喜びだったが、ブラビファンは敗北したブラビが登場せずに呆然状態と同時にポケビにブーイングを送っていた。その後、ブラビも無事に歌わせてもらった。
1998年になると戦いはさらにエスカレート。様々な条件を付けて争われ、次第に争う内容も大きくなる。春先、両ユニットは新曲を製作し、その発売を懸けて「ガソリンすごろく対決（長野県白馬村→静岡県御殿場市・東芝EMI御殿場工場（当時））」が行われる。その結果、接戦でブラビが勝利し、ブラビは『Timing』の2ndシングルとしての発売が決定する。一方、敗北したポケビは活動停止を迫られた上、完成していた『My Diamond』のマスターテープが6トンの鉄球を自らの手で落下させて木っ端みじんに潰させる屈辱を味わった。夏、ポケビは活動再開と失われた曲を復活するため全国で大々的な署名活動を行い（ポケビ100万人署名）、またガソリンすごろくで勝利したブラビも『Timing』の発売枚数にノルマが課せられるなど、それぞれの試練と戦っていた。1998年暮れ、両者が奇跡的に仲直り（という設定）し、第49回NHK紅白歌合戦に出場を果たしたのと同時にさらに人気が高まった。歌う6人の他に、よゐこ（濱口・有野）、K2（勝俣・堀部）、藤崎奈々子の5人は応援団として紅白歌合戦に出場。内村は歌の後半に「ホワイティ」として再登場した。
1999年7月、ポケビは『My Diamond』を復活させるため、散々制約を課され苦しめられたウリナリ審査委員会（勝俣・堀部・河村亮アナ）とトライアスロンリレーでの全面対決を決意。ポケビは見事勝利し、ポケビの『My Diamond』は6thシングルである『Days』のカップリング曲として悲願の発売が決まる。なお、負けた審査委員会への罰として「勝俣が萩本欽一にもらった服」と当時新婚である「河村の結婚指輪」、堀部が婚約者に上げた「自身がデザインしたハエ型の婚約指輪」を6トンの鉄球で破壊されかけたが内村の恩赦で放免となった。一方、ブラビは4thシングル『Bye-Bye』でケディを加入させるものの、ノルマ（『STAMINA』の73万枚）を達成できず、南々見とケディが脱退。そしてウリナリを通して大活躍したビビアンが番組を降板し、ブラビとしての活動が不可能な状態となり自然消滅した。その後南々見を中心としたブラビ側メンバーは南々見組、ブランニュービスケッツと企画ごとにユニットを組むも、ブラビのような長期的な活動は行われず終了。またポケビも2000年3月に千秋がソロデビューしたのを期に活動を停止した。
2002年3月、『ウリナリ』最終回である「ウリナリ祭り」で、ポケビとブラビは特別スペシャル復活ライブを行った。この時、ポケビはテルが、ブラビも南々見がその後の復活をうかがわせるような意味深な発言をして会場を去っていった。
その後、2018年8月の『24時間テレビ41「愛は地球を救う」』内にて、ポケビが18年振りの復活ライブを、2022年12月の「Best Artist 2022」ではブラビが20年ぶりに復活ライブを行った。
2023年12月31日の第74回NHK紅白歌合戦では、ポケットビスケッツ&ブラックビスケッツとして25年ぶりに紅白歌合戦に出場した。テレビ番組での2組の共演は『ウリナリ』最終回以来、21年ぶり。

### キーワード

#### ポケビVSブラビ ガソリンすごろく対決
1997年12月と1998年3月の計2回開催。1回目は年末の日本武道館ライブをかけての対決、2回目は1998年4月22日にシングルを発売するための対決。後にジニーとハンの南々見組参加をかけた対決で復活することとなり南々見&ケディ&ニラ&ハン&千秋VS天山&黒幕（内村）&バラ&ジニー&ウドで対決が行われた。
ルールは車が用意され（ポケビVSブラビは国産車と外国車から先のゲームで勝った方がどちらかを選ぶ、南々見組は両方ともその戦いの1ラウンドで使われた同じワゴン車）、運転して目的地を目指すというもの。ただし、最初に支給されるガソリンは開始前に行ったゲームの勝ちチームが記録×1リットルで負けチームは1デシリットル（1回目のみ2デシリットル）のみである。ガソリンは途中のガソリンスタンドで給油することができるが、給油前にサイコロを振って「出た目の数×1リットル」しか給油できず給油後一定時間そのスタンドで待機しなければならない。ガス欠した際はヒッチハイクなどでガソリンスタンドに戻ってガソリンを調達する（2回目のときのみサイコロを振らず無条件で3リットル獲得する）。有料道路は使用禁止。サイコロの目は、1回目は通常の六面体サイコロ（すなわち1-6）だったが、2回目以降では「出た目の数×1リットル」が3面（1-3まで）と課題をクリアすればロスタイムなしに3リットル給油できるドクロ目が3面あるサイコロに変更された。
1回目は浜名湖から日本武道館まで、2回目は白馬から御殿場（東芝EMIの工場所在地）まで、南々見組のときは横浜スタジアムまで。
放送当時、本番組のスポンサーがマツダだったため、使用車両は国産車がマツダ、外国車は当時提携していたフォード（リンカーンブランド含む）のものだった。第1回ではリンカーン・タウンカーとデミオが使用された。第2回はマスタングコンバーチブル、プロシードレバンテ、カペラワゴンが用意されたが、冬の白馬ということもありマスタングは選ばれずプロシードレバンテとカペラワゴン（両者とも4WD）での対決となった。

#### ポケビVSブラビ きき酒大会スペシャルバージョン
1997年1月の初対決以来、ポケビとブラビのそれ以降の対決の原点となった。なお、この対決はCDセールスの旅対決の後に当たる。また、ポケビとブラビは過去にきき酒をやった経験がある。
ルールは順番で20種類の酒を味見した後、その酒の名前を答える。途中で間違えたらシャッフルし、チームを交代して最初からやり直しとなる。制限時間はなし。なお、酒の横にはおつまみが置いてある。
なお、ブラビの天山が吐き気でダウンしてしまうアクシデントが起こった。

#### ポケビ100万人署名
上記のCD発売を賭けた2回目のガソリンすごろく対決でブラビに敗れ、『My Diamond』のマスターテープ処分を受け傷心していたポケビが、激励の葉書をくれる視聴者の為にも何とかしようとして始めたのがこのポケビ100万人署名である。
企画の開始から全国のポケビファンが自主的に署名を集める運動を起こし、ポケビもそのファンの所へ行き共に活動を行っていった。
そしてウリナリ審査委員会が定めた期限日である1998年6月21日に、「100万人署名 最終日の集い」としてライブを慣行。そこで最終的な署名人数が発表され、見事178万4892人（締切後に届いた書名を含めると200万人を超えていた）の署名を集めて新曲『POWER』の発売へと繋がった。なお、集まった署名用紙は『POWER』のプロモーションビデオの初放送の際に個人情報保護の観点を理由に番組側が処分した事がテロップで報告された。
なお、この「最終日の集い」にはブラビも駆けつけ、台湾で集めた署名+その場で署名したブラビの3名分を手渡し（本人達は初めから署名する気だったようで、印鑑も持っていた）、南々見がポケビに「ライバルが盛り上がってくれねーとこっちも面白くねーんだよ！立ち上がれ、ポケビ！」とエールを送った。この行動には会場のポケビファンも惜しみない声援を送っていた。

#### ポケットビスケッツVSウリナリ審査委員会
トライアスロンで対決、敗者は1998年3月のガソリンすごろくと同じく宝物をつぶされる。たすきには錠前がかかっており交代時はたくさんある鍵の中から本物を探し鍵をあければ交代が可能となる。マラソンゾーンには3箇所給水エリアがあるが、3つのスポーツドリンクのうち1つだけタバスコ入りで飲んだら交代を余儀なくされる（ポケビは最後の給水エリアで千秋、審査委員会は2箇所目のエリアで勝俣が飲んでしまう）。対決の結果、ポケビが勝利しCD発売決定。幻の曲となっていた『My Diamond』も初のCD化となった。
一方、ポケビに敗北した審査委員会は宝物をつぶされそうになったが、ポケビの思いで宝物はつぶされずにすんだ。

#### ブラビ深夜歌謡ショー
1999年8月放送。4thシングル『Bye-Bye』のノルマ（『STAMINA』の73万枚）がオリコン初週から苦戦してしまい、テコ入れの為深夜にウリナリとは別枠で生放送を行い(この日はプロ野球中継延長の為本来放送予定だった時間より30分遅れでの放送となった)、ブラックビスケッツメンバーが公園で撮った「Bye-Bye」の歌唱映像とブラックビスケッツ全曲のプロモーションビデオを流した。この後にウリナリメンバーがコンビをシャッフルしてネタを見せ、それぞれの視聴率を争う企画が行われた。
以下は#ウリナリが始まって4年と3ヶ月記念 芸人だってもらいたい!ボーナス争奪!新コンビお笑い大会を参照。

## 芸能界サークル活動宣言
ウリナリ初期の1コーナーとして、ウンナンの二人が毎回交互にサークル活動を展開していき、それについてスタジオトークを行うという内容であった。2回目以降総合司会として高山理衣が担当していたが、その仕切りの下手さから毎回ウンナンにどつかれていた。その後企画の一本だった芸能人社交ダンス部が独立し、コーナー自体は自然消滅した。しかし消滅後もサークル活動をメインにした企画が数多く作られた。
2012年1月に、事実上の後継として、「内村写真部」がBeeTVにて配信され、よゐこも参加した。

### ウリナリ芸能人社交ダンス部
1996年4月12日のウリナリの初回からすでに登場。レギュラー番組時代の放送回数は全54回。現在でも日本テレビ系全国ネットで特番の『新・ウリナリ芸能人社交ダンス部』として年に1-2回程度不定期にスペシャル版で放送されており、現在までの特番も数えるとすでに放送回数はもうすぐ70回を超える。社交ダンス部がいったん休部したときは「黒田幕太郎のビバ!サルサ」というコーナーもあった。

### その他のサークル
南原エキストラ部
南原と原田芳雄が日テレのドラマ「透明人間」にエキストラとして出演した。1996年5月に1回だけ放送。
内村インラインスケート部
内村、ウド、千秋を中心とし、インラインスケートを趣味とする芸能人たちが集まって活動したが、内村だけが初心者だった。しかし予想以上の上達を見せ、1か月後のアトランタ五輪応援企画につながっていった。
ルアーフィッシング同好会
部長の南原爆釣(ばくちょう)・反町隆史ペアと、発破釣太郎（内村）・竹内信夫インストラクターペアが4時間に及ぶルアーフィッシング対決に挑む。しかし、一流を自称する反町は一匹も魚が釣れずじまいだった。
芸能人お見合いサークル
勝俣・本上愛の行方
1996年、当時はもてないキャラの上、結婚もしていなかった勝俣による本上まなみとのお見合い企画。「手をつなごう」「シチューをプレゼント」「名前を呼ぼう」「完結編」の4つ含め、5回にわたり放送された。各回のデートの最後には勝俣がポエムを贈っていた。テーマ曲はスピッツ『チェリー』。
お見合い濱口編
1997年に2回放送。藤崎奈々子が初登場。出川哲朗、濱口優と藤崎がお見合いを行い、藤崎が選んだのは濱口だった。よゐこがラジオ放送の仕事のため福岡へ移動する際、濱口と藤崎は2人でヒッチハイク（岡山のラブホテルに宿泊付き）をしながら移動した。が、その後、結局進展はなかったとのこと。藤崎はその後レギュラーとなり活躍する。
芸能人ダイビングサークル
1996年7月19日放送。部長の南原がサークルを作り、座間味島でダイビング。ゲストはキャイーンの天野、田中律子、小沢真珠。2日間でマンタを探す。
芸能人アイスホッケー部
1996年10月18日O.A。割と本格的で、実戦形式で練習も行ったが、小学生チームにまったく歯が立たず、無様な姿をさらしたことが影響してか視聴率が当時最低を記録してしまい、1度きりの放送で終了となった。ホワイティが初登場し、「ホワイティが入った部は短期で終了」「コーナー潰しのホワイティ」というジンクスが始まるきっかけとなった企画でもある。しかし、放送されなかった2回目の収録分では転倒した南原の代わりにチームをまとめ、小学生チームとルール交渉し得点をもたらす等の活躍もしている。
ギャグ部
1996年放送。南原（みなみはら）が千秋とよゐこに新ギャグを教えた。千秋には「もーう!一生懸命やったのに!!」というギャグを教え、よゐこには「すべってごめんね」「はいはいはいはいすべりましたよ」を伝授。大学入試の合格発表会場へ向かい、不合格だった学生に対して励ましを込めてこれらのギャグを実践した。その後「新世紀ナヴァンゲリオン」となった。
南原宇宙ロケット研究部(NANSA)
1997年3月7日放送。ペットボトルロケットを作り、大会に出場したが、無残な結果となってしまった。
ドーバー海峡横断部
1997年7月25日初登場以来、約2年にもわたってドーバー海峡のリレー横断を目的に行なわれていた。放送回数全43回。
1997年、内村、ウド、勝俣、有野の4人(各コンビの海の似合う方+マネージャー千秋)をメンバーとしてスタート。リレーに必要な人数（6人）を満たすため、濱口、藤崎を勧誘、入部させた。堀部は「鬼教官」として見守っていた。専用練習場で実力を高め、国内の大会出場・予行演習などを繰り広げたが、あまりに過酷な活動と各々のドーバーに対する不安が大きくなり勝俣(のちに「鬼コーチ」として登場)、有野、藤崎が脱落。
その後、新入部員を応募したところ、猿岩石・TIM・島崎俊郎・オセロの中島知子が応募。入部テストとして、面接と部員が普段の練習メニューとしている100m泳10本+200m泳5本+1km泳を実施したところ、レッド吉田と中島のみ泳ぎ切った。泳ぎ切れなかった猿岩石の2人・ゴルゴ松本・島崎俊郎がその場で入部を辞退することを表明、しかもレッドと中島も後日入部を辞退することを表明し、白紙となった。そこでさらなる参加メンバーを呼びかけたところ、今度は川合俊一・石塚英彦・宮本和知の3人が名乗りを上げたが、川合は船酔い、石塚はスケジュールの都合を理由に辞退するものの、宮本は入部を表明。それでも参加メンバーが足りず廃部にまで追い込まれたが、堀部が「鬼部員」に転身、さらにウリナリ審査委員として関わっていた日本テレビアナウンサーの藤井貴彦が参加した。だが、宮本がプロ野球の取材や相次ぐ故障で結局退部となるも、代わりに友人で元テニスプレイヤーの神尾米を紹介、入部を果たす。(部員が少ない状態の間は、当時人気だったCM、セガの湯川専務のパロディが放送されていた)。
最終的に1999年8月31日「内村、濱口、神尾、藤井、堀部、ウド」(横断時のリレー順)の6人(+マネージャー千秋)で16時間37分を掛けドーバー海峡の横断に成功しチャネルスイマーとなる(England/France - One Way 260組目)。（放送は10月1日に行われた）
横断達成記念に堀部圭亮デザインのオリジナルリングを作成。内村は滅多にアクセサリーを付けないがこのリングだけは左薬指に付けており、ファンに混乱を呼んだ。
ウリナリ最終回である「ウリナリ祭り」において「ウリジェクトX（プロジェクトXのパロディの先駆けであった）」としてその歴史が紹介された。ウリジェクトXのタイトルコール・司会担当は内村。なお、最後の出番が終わったときに内村が発した「もう泳げない!何度やめようかと思った!」という魂がこもった発言は、他の企画でもしばしば話題に上がり、そのたびに内村は赤面していた。
この時の専用練習場は、放映時に秘密とされていたが、現在の日本テレビ汐留新社屋の予定地に建てられていた。建物自体も、近くを通る首都高速道路からわずかだが見えていた。同時期にやっていた電波少年の企画物もその隣で行われていた。
ドーバー海峡横断終了後も年に一度のドーバー会を開いている。
ダウンタウンの浜田雅功が『ダウンタウンのガキの使いやあらへんで!!』（1999年8月22日放送）の中で「ドーバーは無理」という主旨の発言をしたことがある（台本かアドリブかは不明）。一方で松本と共に堀部の応援VTRに登場している（堀部は『ガキの使い-』の放送作家である）。「戦友」と呼ぶ交流の深いウンナンという事で普段ゲスト出演をほとんどしない彼らとしては大変珍しい形での出演となった。
ウリナリ終了後の2018年から、内村が司会を務める「世界の果てまでイッテQ!」にて、事実上の後継企画「イッテQ!遠泳部」が何度か行われている。
マッターホルン（→赤岳）登頂部
2000年に放送。全17回。藤井をのぞくドーバー海峡横断部のメンバーで今度はマッターホルンの登頂を目標とし山岳登山の訓練を行っていた。しかし退部を賭けたテストとして行った赤岳を誰も時間内に登りきることなく棄権。登山への挫折感の中、新たに赤岳登頂部を結成。目標を赤岳に定め無事達成できたものの、それ以後マッターホルンへの夢を再び持つことはなく終了した。
ウリナリ終了後、内村が司会を務めるイッテQでは登山企画が何度か行われており、2011年には内村が富士山登頂に成功した。
内村コーラス部
芸能人カヌーサークル
カヌー部
1999年放送。メンバーは内村・ウドの2人のみ。すべてが失敗に終わり、1回限りで終了。
ウド部
その名の通りウドを中心にした部…というのはウソで、正式名称は「ウド実験部」。その名の通りほかのメンバーがウドで遊び倒す部だった。寝たらなかなか起きないウドが起きるかどうかを試すため、寝ている隙にキムチを飲ませたり、プールの上にウドを置いたりした。1997年7月4日放送の1回だけで終了。
ポエム部
詩が得意な勝俣を中心にした企画で、詩集を作ることが目的。1998年2月13日の放送の1回だけで終了。
南原写真部
1997年初登場。放送回数は2回。クリオネの撮影に成功し、観光ポスターに採用されたこともある。最も良い写真に勝俣が詩を加えていた。
スポーツ実況部
1997年放送。滑舌の悪い南原のための企画で、スポーツ実況を小川光明アナに学んだ。最初に藤井恒久アナと実況対決をすることになり、部員たちは若手でバラエティ担当だった藤井を完全に侮っていたが見事に惨敗する。グラチャンバレー放送の副音声を担当。何度か名前を間違えるなどのミスはあったものの、一時主音声で流されるなどまずまずの成果を残した。
ウリナリ声優部
誰もが認めるいい声の天野が部長となり、講師には神谷明と櫻井智が迎えられた。練習の後、金曜ロードショーで放送される『マーヴェリック』の主役オーディションに挑むが、部員全員が落選。しかし、全員にエキストラでの出番が与えられ、それが実際に放送されるなどなかなかの盛り上がりだったが、ホワイティが入部してしまったのが運のツキだったためか、「ホワイティが入った部は短期で終了」というジンクスがまたも現実のものになりそのまま終了(ただし、数年後に再び放送された『マーヴェリック』にも声優はウリナリ声優部のものが使われた)。
ウリナリマーチングバンド部
2000年に3回放送された部。マーチングバンドに挑戦し、横浜ドリームランドでのマーチに加わって披露した。小倉久寛もマルチタムとして参加した。
- 外部リンク : ウリナリマーチングバンド部 - ウェイバックマシン（2007年3月1日アーカイブ分）

男子シンクロ挑戦部
新男性レギュラー陣＋よゐこでの最初の企画。2001年10月から3回放送された。例えかたによっては、旧男性レギュラー陣の最後の企画であった「ウリナリ7」に代わる企画ともいえる。あまり知られていないが、練習中にふざけているように見えたほど不甲斐ないウドに対して、滅多に怒らない内村が本気で怒ったことがある。ウドはその時真面目に練習していたらしく、内村も練習後、ウドに謝罪している。
ウリナリ女子柔道部
2001年1月19日から5回放送。ウンナン、勝俣、ウドがコーチとなり、藤崎、山川、ジニー、ハンの4人をマンツーマンで指導するという趣旨で開始されたのだが、途中で藤崎がドクターストップにかかり離脱。指導するパートナーのいなくなった内村が部内試合に向けて神戸みゆきを差し向けるが、結果は惨敗。そして内村は「虎の穴」を設立、次々と新人を送り込み南原率いる女子柔道部と対戦した。「内村虎の穴」のメンバーは三津谷葉子、小野愛。なお、神戸が登場したときはセーラームーンも披露された。
カラーガード部
2001年11月から5回放送。グラチャンバレーの開会式演目として準備された。苦労した練習の成果で本番では誰一人失敗したレギュラーはいなかった。
まぐろ部
レギュラーをクビになっていた、よゐこが初の部長となった企画。「釣れたら放送する」という条件でマグロ漁に挑んだが、結局マグロの赤ちゃんしか釣れず、2002年1月25日放送回のみで終了。
狂言部
かなり末期の企画。部長は南原、講師は野村万之丞が担当。2002年1月25日から7回にわたり放送された。当時まだ無名だった北陽が、ゴールデン初レギュラーという触れ込みで登場した。なお、参加した南原と小池栄子は後に、野村万之丞が芸能考証を務めた大河ドラマ「義経」に出演している。
ウリナリカラオケサークル

## ウリナリコントライブ
1996年9月から1999年9月には「ランキングキャラクターライブ」として、1999年10月から2000年9月までは「スーパーフライデーナイトライブ」として、2001年6月から2002年2月には「ウリナリライブ 2001」「ウリナリライブ 2002」として番組の最後にエンディングテーマの直前にウリナリレギュラー陣のコントライブを一週に2本行なっていた。
コーナーナレーターはバッキー木場。毎回コーナーのラストにはその回に登場したユニットのリクエスト投票があった。
「ホワイティcup」では最もリクエストの多かったユニットによるトーナメント形式で、優勝したユニットにはホワイティへの挑戦権が与えられた。また期間内では毎回ラストにホワイティのメッセージが挿入された。しかし内村の補欠期間中はホワイティはボイコットという形で出演せず、内村の出演しているネタに関しても「同一人物である確証がない。」との理由で普通にOAされた。
スーパーフライデーナイトライブ時代で最初はMC制度があり、バッキーの出番はコーナーのタイトルでMCを紹介するのみとなっていた。しかし、MC制度の後期からMC制度廃止後、バッキーによるユニット紹介が復活した。
ウリナリ祭りでは、番組の全メンバーを紹介するDJを勤めた。

## ウリナリ大会議
1998年から毎年、年1-2回実施。全9回。コントライブコーナー以外はロケが中心のウリナリではめずらしい麹町（当時）日本テレビ本社屋スタジオからの企画であった。「URINARI SAMMIT」という英字サブタイトルもついていた。議長は全て河村アナウンサーが担当。
1998年1月30日放送「1998番組の将来を考えるウリナリ大会議」
出席者はウッチャンナンチャン、キャイーン、K2、よゐこ、千秋、藤崎の10名（既にビビアンはウリナリのレギュラーであったが、スケジュールの関係で出演していなかった。他に社交ダンス部のみ出演のわたりとしお、遠藤久美子、杉本彩もレギュラー扱いで座席が用意されていたがいずれも欠席。この3人の座席は第3回まで残されていたが、出席することはなかった）。前身の『ウリウリ!ナリナリ!!』含む放送100回を記念して行われた。議題は「レギュラーが多すぎる」。話し合いで1人を決めようとするも当然紛糾し「食べ物ロシアンルーレット」で決めることに。1つにわさびやタバスコ入りが混じっており、選んでしまった人が降板。ただし、合図がかかるまで我慢し他の人にバレなければセーフとなり続行となる。内村が「タバスコ・ロシアンルーレット（トマトジュースの中に1つだけタバスコ）」で敗北し、番組を降板（補欠）。補欠期間は番組タイトルも「ナンチャンのナリ!!」に変えられた上、出演料も無しとなっていた（以後内村が補欠になった時は同様）。内村はその後の大半の回で何度やっても補欠となる羽目になる。
1998年4月24日放送「四年目突入記念春のウリナリ大会議」
以後出席者は「第4回ウリナリ大会議」まで前回の出席者にビビアンを加えた11名で定着する。やはり同じく「レギュラーが多すぎる」という議題で行われ、議論でも結果が出ないため、投票用紙にやめてほしいメンバーとその理由を無記名投票として記入した結果、濱口とウドが2票ずつとなったが、意見がばらけすぎて決められないため、恒例の「タバスコ・ロシアンルーレット」が行われた。敗者はまたしても内村となり、2度目の補欠扱いとなってしまった。
1998年10月23日放送「ウリナリ秋の大会議」
第3回ウリナリ会議。年末特番「ザッツ・ウリナリテイメント」の開催がここで発表され、そこで行う演目について話し合われた。また、この会議の前に放送された社交ダンス部特番における堀部、濱口、有野の成績不振が議題に上がり、3人の運気を試そうという名目で「タバスコ・ロシアンルーレット」が行われた。このロシアンルーレットには堀部、よゐこの3人と、タバスコ・ロシアンルーレット2連敗中だった内村が参加。有野がタバスコジュースを飲んで初めての敗北となってしまい（内村はタバスコ・ロシアンルーレット初勝利となった）、その後は「疫病神を叩き出せ!」で内村・堀部・濱口との運試しを行い、そこでも負けてしまい厄払いとして滝に打たれる羽目になった。
1999年1月22日放送「新春ウリナリ大会議」
この回は「レギュラーメンバーの向上を考える」「年末年始の番組について反省」というのが主な議題で行なわれた。今回も「タバスコ・ロシアンルーレット」が行われ、濱口が敗北（しかも、吐き出した瞬間に1本の歯が取れてしまう）。罰としてこの会議において年末特番企画進行中での怠慢が発覚したウド（ギターの練習をさぼってキャバクラで遊んでいた）と共に滝に打たれる羽目になった。なお、ウリナリ大会議でのビビアンの出演はこれが最後となった。
2000年1月28日放送
5回目もやはり「レギュラーが異常に多すぎる」（当時は、ウンナン・キャイ〜ン・よゐこ・K2・千秋・藤崎・神尾・山川・ケディの13名）という議題。当時、正式にレギュラーとして認められていたのはウンナンのみ。13人のレギュラーは番組への貢献度を一人一人がアピールした。今回も「タバスコ・ロシアンルーレット」を行い（「負けたらADに降格」という罰ゲーム付き）、勝俣がタバスコジュースを引くも全部飲み干したため、AD降格は免れた。
2000年4月28日放送「ウリナリ!! 5年の軌跡」
この回は当時のレギュラー全員で『ウリウリ!ナリナリ!!』を含めたウリナリの過去の5年間を振り返る、いわゆる“総集編”を行った。
2001年4月20日放送「『ウリナリ解散総選挙』について」
メンバーはウンナン・キャイ〜ン・K2・よゐこ・千秋・藤崎・山川の11人。『ウリナリ7』にて1勝も出来なかった結果「ウリナリ7解散」となり、「ウリナリ解散総選挙」が決定。そのためこの回の議題は「ウリナリ解散総選挙」についてであった。レギュラーはポケビ&ブラビをはじめ、スペシャル・未公開映像など過去の映像を見ながら振り返り、最後に旧男性レギュラー陣8人は出馬を表明し、5月までウリナリ解散総選挙の選挙活動に専念することになった。
一方、番組を支えた千秋・藤崎がウリナリにレギュラー出演した最後の回となり、千秋は最終回・ウリナリ祭りでのポケビとしてのゲストとして登場するまで出演せず、当時のウリナリ公式サイトには視聴者からの解散総選挙・事実上の番組のリニューアルに踏み切った番組への批判が多く投稿されていた。結果的にこの放送が開始当初及び『ウリウリ!ナリナリ!!』時代からのレギュラー陣が男女全員揃って出演した最後の回となってしまった。
2001年10月19日放送
ウリナリ!!がグラチャンをプロデュース。恒例の「タバスコ・ロシアンルーレット」は行われていない。
2002年2月15日放送
最後のウリナリ大会議。この回で3月での番組終了が発表され、レギュラー陣が終了に向けてなにをやりたいか、なにかやり残したことなどはないかなどを語り合い、ウリナリ最終回「ウリナリ祭り〜7年間の総決算〜」の開催が発表。恒例の「タバスコ・ロシアンルーレット」も行われ、敗者はウリナリ祭りでのウリナリ最後の写真をカメラで撮る側に回されてしまうというルールとなり、内村が敗北した（これまでの成績では3勝3敗）。

## その他のコーナー
URINARIもってこいしりとり
ウリウリナリナリからの企画。内村商事の御曹司・ウッちゃん(内村)と南原コンチェルンの1人息子・ナンちゃま(南原)が、4人1チームで団地や商店街などを舞台にした「借り物しりとり」対決。3分以内にしりとりに繋がる名前の借り物を持って来なければならない。従来のしりとり同様最後に「ん」のついた物を持ってきた場合は負けとなる。チームのメンバーはウッちゃまが執事・セバスチャン(森脇)、親友・ペーター(有野)、週代わりの女性ゲスト。ナンちゃまは、執事・カンカン(勝俣)、友人・マサル(濱口)、女性ゲストという陣営であった。
燃えるカンフー
中国のカンフーの達人であるウォン・フェイ・フォン(勝俣)が師(内村)の修行を受けながらカンフーの達人として成長していくコント。
千秋 VS ビビアンどちらが人として優れているか対決
1996年9月6日初回放送。当時ビビアンに異様なライバル意識を燃やしていた千秋がメンツを賭けビビアンとさまざまな対決をした。
内容は料理・砲丸投げ・ピアノの3部門で行われた。最初の料理対決ではビビアンが無難な中華料理で好評を得た反面、千秋がチョコレート入りシチュー「光と闇のファンタジー」など異様な料理センスで内村を悶絶させビビアンの勝利。砲丸投げ対決も経験者のビビアンがあっさり勝利。ピアノ対決では千秋が乙女の祈りやサザエさんの曲で現場を沸かせるも、ビビアンが弾いた季節はずれのジングルベルにこれまた敗北。内村が審判役で勝敗を決めるのだが、必ずビビアンに軍配を上げており、この内村のビビアンびいきはやがてパターン化する。
この復讐戦はバドミントン・似顔絵・モノマネで行われた。バドミントンはほとんどラリーにならず単なる点の取り合いと化すがビビアンが勝利。似顔絵対決は無難だが上手とは言えないビビアンと前衛芸術のような千秋で引き分けに。最後のモノマネ対決は千秋が得意な篠原涼子を披露するが、ビビアンのまことちゃんやがきデカの真似が片言なのもあって大受けし、やはりビビアンの勝利に終わった。千秋は最後の対決の看板に平仮名で「ちあさ」と書かれた上（有野曰く、美術さんが眠たかった）、この回のエンディングをビビアンが歌ったYELLOW YELLOW HAPPYに差し替えられる羽目になった。
この他に「千秋VSビビアン花嫁修業対決」も行なわれた。この対決シリーズは千秋をメインとするポケビに対抗し、ビビアンをメインとするブラビというグループを作り上げる布石となった。
ポケビのプロデューサーであったパッパラー河合もビビアンのファンであり、千秋よりビビアンのほうがかわいいとぼやき、そのたびに千秋の怒りを買っていた。
もてないブラザーズ
1997年、いずれも当時独身であった内村と勝俣が「もてよう!」ということで結成された。2人でピアノを習い、女性にもて結婚することを目指す。松任谷由実のライブに参加し、同名のNHK連続テレビ小説で大ヒット曲の『春よ、来い』を（片手で）キーボードで演奏する（1997年）。また、リサイタルコンサートを開きビートルズの『Let It Be』をオーケストラをバックに演奏した（1998年）。1999年12月31日 - 2000年1月1日「ウリナリ年越しライブ」で「元もてないブラザーズ」として、ピアノを（両手で）演奏。2人での演奏はこれが最後となる。内村は現在もたまにバラエティでピアノ伴奏が必要な場面で弾くことがあるが、この企画で覚え始めたものである。
一方勝俣はかなり苦手意識を持っていたらしく、「目の奥が膿んだ」という名言を残したり、練習中に逃亡を図ったこともある。その時に勝俣を引き止めるべく内村が発した「辞めんな!」という言葉が、後に「ランキングキャラクターライブ」で登場する「辞めんなマン」へと繋がっていった。
また、本番前日に自分のテンションを上げる為に『ロッキー』を見たところ、逆に打ちひしがれ泣きそうになってしまったらしい。ところが偶然、内村もロッキーを見ており、同じく打ちひしがれて泣きそうになってしまったらしく、2人とも本番当日には、げんなりした姿で登場した。
「笑点」に挑戦
「ランキングキャラクターライブ」でお馴染みのユニット、Senior Juniorとザ・レスラーズが「笑点」の名物コーナー「笑点の穴」に挑戦する。結果的に勝利したSenior Juniorが最後まで全国放送され、負けたザ・レスラーズはOA途中でカットされ、同時にライブ出場停止処分となった。
天然ブラザーズ
南原・濱口によるサックス演奏。もてないブラザーズの成功を受け、また2人の親交を深める企画の一環として始められた。実際に岐阜県明宝村（現郡上市）で開催されたイベント、めいほう高原音楽祭でアンコールを担当しジャズナンバー『テキーラ』を演奏。憧れの日野皓正との共演を果たした。
濱口改造計画
地味なキャラクターだった濱口をどうにかしようと、1泊2日の自己啓発セミナーに参加させるなどした。その結果、アグレッシブなキャラに変化すると同時に、南原に苦手意識を持っていることが明らかになった。なお、この企画の最後に濱口がドーバー部入りを宣言。それ以降、現在における濱口の天然ボケ、バカキャラがブレイクするなど、濱口自身にとっても大きなターニングポイントになった。
南原濱口なかよしの旅
仲が悪い（模様の）南原と濱口が手錠で繋がれ、旅をするという企画。そして、2人の絆は深まったと思われたが、結局は南原の「生理的に嫌い」の叫びで幕を閉じたのだった。
鈴木任紀結婚への道
1999年2月12日放送。コーナー題字は南原。ポケビでの「まごころ」のギター練習で訪れた軽井沢で出会った「順子さん」にウドが一目ぼれして、順子さんを探しに行く。順子さんの友人を通じて連絡をとって、待ち合わせし、21:30に合う約束。時間を過ぎて列車出発の時間を迎えてしまう。列車が出発、駅ホームに駆け込んでくる順子さんの姿を発見したが、会話をすることなく別れてしまう。
その後、友達からという形ではあるが告白に成功し、デートを重ねるもプロポーズは断られてしまった。
ウドはつらいよ
「男はつらいよ」のパロディという体裁を取っているが、当時独身であったウドのマドンナ探しというコーナー。テーマソングもウド自ら熱唱。
TOP of THE URIナリキリ
毎回1人のレギュラーがモノマネで他の有名人に扮し、観客の判定で合否が決められる。合格ラインに達するとグランドチャンピオン大会への出場権が与えられた。グランドチャンピオン大会では、出場者がネタの披露中に他の披露済みの出場者から、なぜか物を投げつけられていた。司会は内村(本人挑戦の回では南原、グランドチャンピオン大会では中居正広のモノマネの勝俣)と巴千草。
新世紀ナヴァンゲリオン
南原メインの新しいギャグを生み出そうというコーナー。ギャグ部のメンバーに藤崎奈々子が加わった。形態としては『新世紀エヴァンゲリオン』のパロディという形をとっていた。テーマソングは本家のオープニングテーマ『残酷な天使のテーゼ』に引っ掛けて『残酷な笑いのテーゼ』。インストラクターとして、レギュラーのキャイ〜ンやダチョウ倶楽部がゲスト出演した。進行の南原が碇ゲンドウ風の扮装(サングラスはかけていない)、よゐこの2人が碇シンジ仕様のプラグスーツ風衣装をまとっていた。千秋と藤崎は綾波レイ仕様のプラグスーツ風衣装を模してはいるが、千秋の衣装はワンピーススカート風にアレンジされている。
ウリナリ厄払い
ホワイティのX'mas'98ザッツ・ウリナリテイメント!!
1998年に生放送された年末スペシャル。勝俣のフルマラソンを縦軸として、「王子さまお姫さま」や「辞めんなマン」、「ザ・パント」や「天野のかあちゃん」らランキングキャラクターライブのキャラクター達が一輪車やアクション、パントマイムコントに挑戦した。ほかにもウドのギター披露（まごころ）・堀部のチェロ、内村のピアノ、南原のサックスとオーケストラによる全員合唱（Happy X'mas）などが開催された(フィナーレで歌われた合唱は翌年の2月に8cmシングルでUNIVERSAL MUSICから発売もされた)。
濱口VS神様五番勝負
突如、滝壺から現れた神様こと滝神良夫（内村）が濱口の白い歯を賭けて彼と陸上勝負を挑むも結果は惨敗。逆ギレした滝神はメンバーに再戦を宣言した。
ウリナリ王子決定戦
男性レギュラーによって争われた。結果は南原が勝利し、ウリナリ王子となった。
神様VSウリナリ王子
滝神良夫（内村）とウリナリ王子（南原）が三本勝負を行い、滝神が二本先取すればウリナリ王子の名を受け継ぎ、負けた場合は補欠になる。結果は王子の勝利し、負けた滝神は補欠となった。　　　　　
よゐこリストラ対決
番組では一番影が薄いよゐこのうち、負けた方がレギュラーから追放されるというコーナー。結果は濱口の勝利、そして有野がレギュラーから追放されてしまった。しかし、有野は女装して番組に引き続き出演するが（名前も「有野晋子」に改名）、しばらくの間女装は続けられる羽目になってしまう。
ウリナリブライダルプロデュースカンパニー・メモリーブライダルプロデュース
2000年10月27日 - 11月3日、11月17日 - 11月24日、2001年1月26日 - 2月2日、2月16日放送。結婚評論家・メモリー南原（南原清隆・ナンチャン）、独身営業マン・内村光良（ウッチャン）が司会のコーナー。結婚式をまだ行っていない一般人夫婦の結婚式を番組に募集してきた一般人の夫婦をメモリーがプロデュース。このメモリーは後にメモリーキャッツとして活動する。
もてない王対決
チョコ争奪戦
クリスマスだというのにまるでモテず暇を持て余している勝俣・天野のネバーギブアップブラザーズと濱口・ウドの真モテないブラザーズが、バレンタインまでに視聴者からチョコを募集し、並行して行っている男を磨く企画に共感してもらってトラック一杯のチョコを集めようとする。1番多く届いたのはウドだったが、それでも45個しかなくうち44個は1か所の老人ホーム一同から贈られた物で2個扱いとなってしまう。
AランチVSBランチ対決
単発コーナー、ウンナンの二人が一流シェフとのコンビでそれぞれの大好物を作り、某食堂に発売し人気を競う。下馬評では彩りでOL受けを狙った南原のオムレツ料理が優勢かと思われたが、結果はチャーハンメインの内村が圧勝。普段内村がほとんど料理をしない事もあり南原は本気で悔しがっていた。
ウリナリ遊ぼっちゃゲーム
ウンナンらが研究員となり、現代の子供に受け入れられるおもちゃを発表する。他番組でも取り上げられる中国の水上ゴザ渡りが紹介され、プレゼンを受けたプールの一部がイベントとして採用した。
ウリナリ女王決定戦
題名は「誰が一番スゴイのか?(秋・春の)ウリナリ女王決定戦!!」。1997年秋、1998年春と2回行われた企画。当時の女性レギュラー陣である千秋、ビビアン、藤崎の3名によって争われた。対戦形式やルール、審査方法は「千秋vsビビアン三番勝負」を踏襲した内容になっていた。結果は2回とも藤崎の優勝に終わっている。
その後は「ウリナリ新女王決定戦」として山川恵里佳、ジニー・リー、神戸みゆき、小池栄子の4人によって争われたが結果は山川の勝利。
対戦予想委員は最初の2回は南原清隆、勝俣州和、天野ひろゆきの3人だったが「ウリナリ新女王決定戦」では大会予想委員に前述の3人に加え、ウド鈴木が入り4人となった。
ウリナリ昇級会
グラチャンプロデュース
日本で開催し、日本テレビが中継するバレーボール世界大会、グラチャンのプログラムを同局ウリナリが企画するモノ。もし失敗したら、さらに半年早く番組が打ち切られていた可能性もあった。
グラチャンクイーン決定戦
そのバレーボール世界大会のキャンペーンキャラクターの選考会でもある。女王決定戦にも似ている。
ウリナリ肉体年齢対決
解散総選挙後の企画。メンバーがゲストと共に平衡感覚などのテストを行い、肉体年齢を競う。テストは家庭でありふれた物を使い簡単にできる事を売りにしており、同時期のバラエティ番組の流れを汲んだ企画だった。
ウリナリ大走査線
ウリナリ決死の食材探し対決
ウリナリ泥ダンゴ王
ウリナリ真実の部屋
ウリナリオールスターズ
ウリナリ7公約実現ショー
ウリナリ解散総選挙後、当選したメンバーが公約を実現するコーナー。内村は公約通り24時間口開けを行ったが途中で顎がはずれてしまった（すぐに自分で治した）。
奪三振王への道
1999年8月27日放送。スポーツ好きの南原が立ち上げた野球企画。メンバーは南原のほかに、勝俣、有野、藤崎。
電車すごろく
黒幕&愛人「東京LOVE」黒田幕太郎に扮する内村光良・愛田人子に扮する藤崎奈々子のデュエット。
実はこのコンビは最初に登場した時は内村と藤崎のコンビではなかったが、いつの間にか愛人役は藤崎に交代。
ウリナリ消防団
1996. 11. 15O.A。ホワイティがリーダー。実際に消防団に1日入団して消防技術を学んだが、ジンクス通り1回で終了。
ソルジャーEPISODE1
2000年2月18日に放送。1回で終了。スーパーフライデーナイトライブのコントのメンバー「ソルジャー」（南原隊長・天野のかあちゃん・勝俣・濱口・ケディ）達が、ソルジャー特別編として未来の日本・20XX年から2000年の「渋谷」の街へ行く（渋谷というふれ込みだが、実はおじいちゃん・おばあちゃんの街「巣鴨」であった）。各メンバーが登場する中、濱口は「バック転で登場?!」すると思いきや、「背中に「10」でバック10」というオチ。思いのほか大スベりだったために他のメンバー全員から墨汁をかけられていた。
ウリナリ!! マドンナ募集
「三十路を迎えいまだ彼女のいないウド鈴木。そんなウドに愛の手を!」ということで、18歳以上の女性のマドンナを紹介してあげる、ウド鈴木の恋愛を応援する企画だった。2000年ごろ放送。
ナンチャンエンジェルウッチャンデビル
子供が大好きな天使・ナンチャンエンジェルがいたずら好きな悪魔・ウッチャンデビルの妨害に遭いながらも子供の親探しを手伝う。
南原愛犬同好会
犬が得意ではない南原が愛犬家を目指し、犬の障害物競争アジリティ競技に挑戦する。トレーニングを積みいよいよ本番と言う場面で犬に逃げられてしまい企画は一度で終了。
魚雷ゲーム
街角クイズ
アトランタオリンピック特別企画 世界に挑戦
内村光良 女子マラソンに挑戦!withインラインスケート
1996年7月28日、アトランタ五輪の女子マラソンの開始と同時刻に、応援企画として内村がインラインスケートによる42.195キロの走破に挑んだが、途中の給水ポイントでは千秋に差し出した水入りコップを奪って顔に吹っかけたり、唾を吐いたりとこの時期露骨だった彼女に対する内村の態度の辛疎ぶりがエスカレートしていた。また南原は「世界征服宣言」で使用していた「NEW流星号」に乗って途中から応援に参加した。なんとか走破するものの、内村に非情なるオチが待っていた…
アトランタ五輪記念特別企画世界に挑戦
めざせパーフェクトボウリング
内村とビビアンがプロボウラー・中山律子の助けを借りながらパーフェクトボウリングに挑んだが、結局達成はされなかった。
キャイ〜ンマイカー購入おめでとう企画 春の交通安全ラリー大会
ウリナリ!!三年目突入レギュラーコンビ実力試し大会（1997年）
K2、キャイ〜ン、よゐこのコンビとしての実力を試す企画。ココリコと様々な対決で対戦し、敗れたコンビは本番組出演時のコンビ名を「ココリコ」に変えると言う罰ゲームがあった。なお勝負の結果はキャイ〜ンが敗れ、罰ゲームとして一時期の間本番組出演時のコンビ名が「ココリコ」となった。
ホワイティ&ビビアン
仲間を救え!!心を一つに大会
有野よおれを越えてみろ!!
ポーカーフェイスの有野に涙を流させようと内村が考案、様々な対決で勝負するも結果は有野の全勝だった。その翌週、今度は不眠対決で勝負するも結局有野に敗北してしまう。
ビビアン&ウドの日本語上達計画
グリーンマンスペシャル・占い・ドームでキャンペーン・キャデラックを緑に
水を飲まない対決
1997年放送。この夏は猛暑が続き全国的な水不足となったため、水の大切さを知るための企画として行われた。しかし、中身は水を飲まないまま約10時間様々な課題をこなすという過酷な企画だった（最終ラウンド前、進出した内村・有野・勝俣の3名は水分不足で限界が近付いていた）。対決の途中に水を飲んだら、ここで脱落となる。
激辛カレー、サウナ（10分3セット・水風呂の水を飲んでも脱落）、カステラ早食い（オレンジジュースはいくら飲んでもいい）、1500メートル走（周回遅れした場合も脱落。1位になった物はおいしいジュースを獲得）を経て、最後に最中早食い対決が行われた。最後まで脱落せず、最中早食い対決で3分間に最も多く食べたメンバーのいるコンビが優勝となる予定であったが、内村と勝俣が同じ数で引き分けたため、結局内村と勝俣（いわゆるもてないブラザーズ）が賞品であるヴェネツィア旅行を受け取ることになった。
ウリナリが始まって4年と3ヶ月記念 芸人だってもらいたい!ボーナス争奪!新コンビお笑い大会
1999年8月放送。深夜2時からの生放送だった。女性レギュラー以外はフィーリングカップルとタバスコロシアンルーレットでコンビを決定。以下のスペシャルユニットが結成された。
- ナツミカン「僕達の叫び」（南原・堀部）
- 全部阪神巨人「超能力」（天野・有野）
- うんこふんじゃったーズ「うんこふんじゃった事件!!」（勝俣・濱口）
- ちビふ「OL無駄話」（千秋・ビビアン・藤崎）
- タバスコ兄弟「スチュワーデスって大変だあ」（内村・ウド）

視聴率で争った結果、1位は内村・ウドペア。最下位の濱口・勝俣ペアには耐火服を着て2人3脚で燃える板を突き破る罰ゲームが用意された。
このコンビを決める際にはプロポーズ大作戦の形式が用いられており、ツッコミが質問コーナーでボケを振るなど後の史上空前!! 笑いの祭典 ザ・ドリームマッチを先駆けている点も見受けられる。
ウリナリゼミナール
2000年 - 2001年放送。ポケビvsブラビ企画終了後、一時期、ほぼ番組のメインコーナー化していた。ゼミナール理事長はホワイティ、アシスタントは松本志のぶ（日本テレビアナウンサー）。授業内容は平成教育委員会とほぼ同じ。旧レギュラー陣末期のコーナーでもあった。ほぼ同時期にめちゃイケの抜き打ちテスト企画を大いに盛り上げた濱口はここでも珍回答を連発し、「グッチョン・イン・ジャパン」として粗末な席に隔離され回答もタッチペンでは無くスケッチブックでする羽目になった。
ナトゥ　LIVE ON STAGE
南原が主演したインド映画「ナトゥ」をウリナリメンバーで舞台化したもの。よこすか芸術劇場にて1日だけ公演。演出は三宅裕司。またインド大使館の一等書記官が表敬訪問するなど大がかりな企画となった。
南原は主役のナトゥを演じ、様々なインドダンスに加え、ストンプ、フリークライミング、アクションなど様々な要素の練習が求められた。他方、悪役の内村も演劇史上最大の階段落ちが組み込まれるなど、どの役を演じるメンバーにも課題があり練習量が求められた。しかし練習期間は3週間しかないうえに全員揃っての稽古を行えたのが公演前日のみという状態であった。しかし本番は大きなミスもなく公演することができた。
南原清隆VS内村玄太 観光ポスター対決
かつて「世界征服宣言」で活躍したカメラマン・南原清隆(なんばらせいりゅう)と、池中玄太を模倣した内村玄太が、伊東温泉の観光ポスター撮影で勝負を決める。結果南原の勝利、彼の撮影したポスターは実際に観光ポスターに採用された。

### ナンチャン（南原）企画
南原再生工場
1999年2月26日-9月10日、計4回放送。野村再生工場のパロディであり、当時阪神タイガースの監督であった野村克也に倣い阪神のユニフォームを着た南原が、いまいち活躍出来ないウリナリメンバーになんとか輝きを与える為に立ち上げた企画。メンバーは南原の他に、ドーバー部を退部した勝俣、有野、藤崎の4人であり、彼らを立ち直らせるべくゴスペルを習うことになった。その後、ドーバー部壮行会の際に、応援歌『SWIMMER』を披露した。
南々見組 DANCE TENJIKU

### ウッチャン（内村）企画
内村スーパーイリュージョンデート
ニラ・バラレンタル 〜仕事クダサイ〜
ウリナリ維進軍
内村が番組を一新させたいと反旗を掲げ、1回目はほしのあきと内藤陽子、2回目は長井律子と山崎めぐみをアシスタントに迎え、南原が率いる『正規軍』と対戦した。コーナーのオープニングで立派な幟を用意したが『維進軍』と字を間違えていた（正しくは『維新軍』）。結果はいずれも内村の惨敗となった。
内村レギュラー復活企画
ウリナリ大会議で補欠となった内村が、レギュラー復帰を賭けウリナリ出演者全員と対戦する企画。この企画はウリナリ大会議の翌週に放送される。なお、番組メインに関係なくレギュラーメンバーは内村と本気で対戦していた。2回(1998年1月・4月)も番組を降板させられたが、いずれもレギュラー復帰を果たしている。